# За законом
«За законом» (інша назва: «Троє») — радянська чорно-біла психологічна кінодрама 1926 року режисера Льва Кулєшова за мотивами оповідання Джека Лондона «Несподіване».

## Сюжет
Група з п'яти золотошукачів знаходить велике родовище. Одного разу один зі старателів в нападі люті вбиває двох старателів. Двоє з тих, що залишилися, подружня пара Нельсонів, обеззброюють вбивцю, але перед ними постає проблема: здійснити правосуддя самим або на свій страх і ризик спробувати повернутися в лоно цивілізації і віддати злочинця на громадський суд.

## У ролях
- Олександра Хохлова —  Едіт Нельсон
- Сергій Комаров —  Ганс Нельсон
- Володимир Фогель —  Майкл Деннін, злочинець
- Порфирій Подобєд —  Детчі
- Петро Галаджев —  Харкі

## Знімальна група
- Режисер — Лев Кулєшов
- Сценарист — Віктор Шкловський
- Оператор — Костянтин Кузнецов
- Художник — Ісаак Махліс